# サスカトゥーン・ジョン・G・ディーフェンベーカー国際空港
サスカトゥーン・ジョン・G・ディーフェンベーカー国際空港（英: Saskatoon John G. Deifenbaker International Airport）は、カナダのサスカチュワン州最大の都市サスカトゥーンに位置する空港。州内で最も利用者の多い空港である。

## 歴史
1929年6月1日にサスカトゥーン空港として開港。1940年にはカナダ空軍に貸与しカナダ空軍サスカトゥーン基地となった。戦後の1947年に民間利用に開放され、トランスカナダ航空（現エア・カナダ）が就航した。エア・カナダは1950年からカナディア・ノーススター機を就航させ、その後ビッカース・バイカウントに引き継いだ。拡張に伴い1955年と1975年に新ターミナルができる。
1993年にサスカチュワン大学出身で、カナダ西部の開発に初めて力を入れたカナダ13代首相、ジョン・ジョージ・ディーフェンベーカーの名にちなみ、現在の空港名へ改称。1995年に、カナダとアメリカの間で結ばれた航空自由化協定によってノースウエスト航空がミネアポリス・セントポール国際空港への就航を開始。1996年にはウエストジェット航空がボーイング737を飛ばすようになる。1999年、カナダの空港政策に沿って同空港は「サスカトゥーン空港公団」（Saskatoon Airport Authority）の管理下となる。
2000年には、NAVカナダ（NAV CANADA）によって新しい管制塔が建てられ、空港公団によってターミナルの改築と拡張が始められる。2002年10月、1,800万カナダドルを要してターミナル・ビルの改築が一部完成する。この改築は年間140万人の利用客を想定して設計された。
2005年、残りのチェックインフロアなどの改築も完成する。同年、エア・カナダは、主な路線だったトロントへのフライト（機材）をそれまでのエアバスA320やエアバスA319からエア・カナダJazzのCRJ-705に変更した。翌年の2006年にはまた週に何便かはエアバスA319を利用するようになった。同年、空港は駐車場の拡張を行い、プロント航空（Pronto Airways）が就航を開始する。また、ノースウェスタン・エア（Northwestern Air）とトランスウェスト・エア（Transwest Air）がアルバータ州のフォートマクマレーへ運航を開始した。